# Joseph Mbatia
Joseph Mbatia (ur. 10 maja 1961 w Itabua) – kenijski duchowny rzymskokatolicki, od 2012 biskup Nyahururu.

## Życiorys
Święcenia kapłańskie przyjął 18 lutego 1989 i został inkardynowany do archidiecezji Nyeri. W marcu 2003 uzyskał inkardynację do diecezji Nyahururu. W obu diecezjach pracował głównie jako duszpasterz parafialny. W 2005 został wikariuszem generalnym diecezji Nyahururu.
24 grudnia 2011 otrzymał nominację na biskupa Nyahururu. Sakry biskupiej udzielił mu 24 marca 2012 kard. John Njue.